# 한국영화아카데미
한국영화아카데미 (KAFA, Korean Academy of Film Arts)는 영화 전문 인력 양성을 위해 영화진흥위원회에서 1984년 설립했다.
소수정예로 영화 연출, 촬영, 애니메이션 연출 3개의 전공이 있다.
2009년부터는 제작연구과정을 신설해 한 해 4편의 장편영화를 직접 제작한다. 이렇게 만들어진 영화의 대부분이 국제영화제에 진출하는 등 주목을 받고 있다.
‘한국의 영화 사관학교’로 불리며, 허진호, 임상수, 봉준호, 김태용, 최동훈 등 지금까지 500여명의 인재를 배출하여 1990년대 후반 이후 ‘제2의 한국영화 르네상스’를 일구는 데 큰몫을 했다.

## 연혁
- 1984 한국영화아카데미 개교 - 제1기 연출전공 12명 선발, 1년제
- 1995 영화진흥공사 홍릉사옥으로 이전
- 1996 교육과정 1년6개월로 연장
- 1997 촬영전공 신설
- 1999 학제개편 - 2년제/ 한국애니메이션예술아카데미 개교-제1기 애니메이션연출전공 12명 선발
- 2001 서울 중구 소재 교사로 이전/영화 및 애니메이션 통합교육 시작
- 2003 현장영화인교육 시작/개교 20주년 기념축제 개최
- 2004 마포구 서교동 소재 교사로 이전
- 2005 프로듀싱전공 신설
- 2006 정규과정 및 제작연구과정의 이원화 학제개편(1년+1년제)/(재)한국영화아카데미 발전기금 설립 / 세계영화방송학교협회(CILECT) 정회원 가입
- 2007 한일프로듀싱공동제작 워크숍 시작
- 2008 영화인교육제작센터 개관(마포구 상암동 소재)
- 2009 제작연구과정 1․2기 장편영화 및 애니메이션 총 8편 개봉
- 2011 시나리오전공 신설 및 정규과정․제작연구과정 통합 학제개편 / 제작연구과정 3기 장편영화 및 애니메이션 총 5편 개봉
- 2012 정규과정 및 제작연구과정 이원화 학제개편(1년+1년제) / 제작연구과정 4기 장편영화 및 애니메이션 총 4편 개봉
- 2013 시나리오전공과 프로듀싱전공을 영화연출전공으로 통합 / 제작연구과정 5기 장편영화 및 애니메이션 총 3편 개봉
- 2014 한-프-일 공동 워크숍 시작
- 2015 제작연구과정 7기 <소셜포비아> 개봉 / 제작연구과정 7기 <성실한 나라의 앨리스> 개봉 / KAFA FILMS 2015 기획전
- 2016 제작연구과정 8기 <연애담> 개봉
- 2017 제작연구과정 9기 <아기와 나> 개봉
- 2018 부산광역시 수영구 광안동 소재 교사로 이전
- 2018 제작연구과정 9기 <수성못> 개봉
- 2018 제작연구과정 10기 <어른도감> 개봉
- 2018 제작연구과정 10기 <죄많은소녀> 개봉
- 2019 제작연구과정 10기 <메이트> 개봉

## 제작 영화
| 연도 | 영화                            | 감독   | 배급               | 관객수 |
| ---- | ------------------------------- | ------ | ------------------ | ------ |
| 2016 | 《우리집 멍멍이 진진과 아키다》 | 조종덕 | CGV 아트하우스     |        |
| 2016 | 《죽여주는 여자》               | 이재용 | CGV 아트하우스     |        |
| 2016 | 《연애담》                      | 이현주 | 인디플러그         |        |
| 2016 | 《아기와 나》                   | 손태겸 | CGV 아트하우스     |        |
| 2017 | 《수성못》                      | 유지영 | 인디스토리         |        |
| 2017 | 《어른도감》                    | 김인선 | 영화사 진진        |        |
| 2017 | 《죄 많은 소녀》                | 김의석 | CGV 아트하우스     |        |
| 2017 | 《메이트》                      | 정대건 | 콘텐츠 난다긴다    |        |
| 2018 | 《보희와 녹양》                 | 안주영 | KT&G 상상마당      |        |
| 2018 | 《아워 바디》                   | 한가람 | 영화사 진진        |        |
| 2018 | 《마왕의 딸 이리샤》            | 장형윤 | 싸이더스, 삼백상회 |        |
| 2019 | 《호흡》                        | 권만기 | 영화사 그램        |        |
| 2020 | 《야구소녀》                    | 최윤태 | 싸이더스, 찬란     |        |
| 2020 | 《럭키 몬스터》                 | 봉준영 | 영화사 그램        |        |
| 2021 | 《혼자 사는 사람들》            | 홍성은 | 더쿱               |        |
| 2021 | 《클라이밍》                    | 김혜미 | 트리플픽쳐스       |        |

## 출신 영화인
봉준호 : 플란다스의 개(2000), 살인의 추억(2003), 괴물(2006), 마더(2009), 설국열차(2013), 옥자(2017), 기생충(2019)
임상수 : 처녀들의 저녁식사(1998), 눈물(2000), 바람난 가족(2003), 그때 그사람들(2004), 오래된 정원(2007), 하녀(2010), 돈의 맛(2012)
최동훈 : 범죄의 재구성(2004), 타짜(2006), 전우치(2009), 도둑들(2012)
허진호 : 8월의 크리스마스(1998), 봄날은 간다(2001), 외출(2005), 행복(2007), 호우시절(2009), 위험한관계(2012)
김태용 : 여고괴담2(1999), 가족의 탄생(2006), 만추(2010)
장준환 : 지구를 지켜라(2003), 화이(2013)
이정향 : 미술관 옆 동물원(1998), 집으로...(2002), 오늘(2011)
박종원 : 구로 아리랑(1989), 우리들의 일그러진 영웅(1992), 영원한 제국(1995), 맥주가 애인보다 좋은 일곱가지 이유(1996), 송어(1999), 파라다이스 빌라(2000)
장현수 : 걸어서 하늘까지(1992), 게임의 법칙(1994), 본 투 킬(1996), 남자의 향기(1998)
김의석 : 창수의 취업시대(1984), 결혼이야기(1992), 그 여자, 그 남자(1993), 총잡이(1995), 홀리데이 인 서울(1997), 북경반점(1999), 청풍명월(2003)
오병철 : 숲속의 방(1992), 무소의 뿔처럼 혼자서 가라(1995)
권칠인 : 사랑하기 좋은 날(1995), 싱글즈(2003), 뜨거운 것이 좋아(2007), 참을 수 없는(2010)
박기용 : 모텔 선인장(1997), 낙타들(2001)
김태균 : 박봉곤 가출 사건(1996), 키스할까요?(1998), 화산고(2001)
박헌수 : 구미호(1994), 진짜 사나이(1996), 주노명 베이커리(2000), 투 가이즈(2004), 완벽한 파트너(2011)
유영식 : 고철을 위하여(1993), 아나키스트(2000)
신동일 : 방문자(2005), 나의 친구, 그의 아내(2008), 반두비(2009)
최익환 : 나는 왜 권투 심판이 되려하는가(2000), 여고괴담4(2005), 그녀는 예뻤다(2008), 마마(2011)
민규동 : 열일곱(1997), 여고괴담2(1999), 내 생애 가장 아름다운 일주일(2005), 서양골동양과자점 앤티크(2008), 세상에서 가장 아름다운 이별(2011), 내 아내의 모든 것(2012), 끝과 시작(2013)
홍지영 : 키친(2009), 결혼전야(2013)
강이관 : 사과(2005), 시선 너머(2010), 범죄소년(2012)
김현정 : 이중간첩(2003)
신재인 : 재능있는 소년 이준섭(2002), 그의 진실이 전진한다(2002), 신성일의 행방불명(2004), 어머니가 상했다(2007)
부성철 : 온리 유(2005), 무적의 낙하산요원(2006), 로비스트(2007), 스타의 연인(2008), 내 여자친구는 구미호(2010), 장옥정, 사랑에 살다(2013)
신한솔 : 싸움의 기술(2005), 가루지기(2008)
권일순 : 네번째 층(2006), 그의 결혼식(2008)
부지영 : 지금, 이대로가 좋아요(2008), 시선 너머(2010), 산정호수의 맛(2011), 애정만세(2011), 니마(2011)
모지은 : 좋은 사람 있으면 소개시켜줘(2002)
노동석 : 마이 제너레이션(2004), 우리에게 내일은 없다(2006)
이원식 : 누나(2013)
신아가 : 밍크코트(2011)
장건재 : 꿈속에서(2007), 회오리 바람(2009), 잠 못 드는 밤(2012), 한여름의 판타지아(2015). 바람아 안개를 걷어가다오(2020), 달이 지는 밤(2020), 괴이(2022), 5시부터 7시까지의 주희(2022), 한국이 싫어서(2023), 최초의 기억(2023), 극장의 시간(2024)
백승빈 : 프랑스 중위의 여자(2007)
이숙경 : 어떤 개인 날 (2008)
김주호 : 바람과 함께 사라지다(2012)
소상민 : 나는 곤경에 처했다!(2009)
조성희 : 남매의 집(2009), 짐승의 끝(2010), 늑대소년(2012)
윤성현 : 아이들(2008), 여행극(2008), 고백 한 잔(2009), 파수꾼(2010)
양정호 : 밀월도 가는 길(2011)
엄태화 : 숲(2012), 잉투기(2013), 가려진 시간(2016)
허정 : 저주의 기간(2010), 주희(2012), 숨바꼭질(2013), 장산범(2017)
홍석재 : 소셜포비아(2015)
안국진 : 성실한 나라의 앨리스(2015)
손태겸 : 여름방학(2013), 아기와 나(2017)
유지영 : 어느날 갑자기(2014), 수성못(2018)